# Grand Prix Niemiec 1939
Grand Prix Niemiec 1939, oficj. XII Großer Preis von Deutschland – trzeci wyścig Mistrzostw Europy w sezonie 1939 wyścigów Grand Prix. Pole position do wyścigu zdobył Hermann Lang, a zwycięzcą w deszczowych warunkach został Rudolf Caracciola w Mercedesie.

## Tło i kwalifikacje
Auto Union zgłosił do wyścigu pięć samochodów, a Mercedes-Benz – cztery. Fabryczny zespół Maserati wystawił dwa modele 8CTF i był to ich jedyny start w sezonie, a jedyny samochód Alfy Romeo należał do prywatnie zgłoszonego Raymonda Sommera. Zespół Schell zgłosił dwa Delahaye; tyle samo Maserati zgłosił Süddeutsche Renngemeinschaft. Ponadto prywatnie zgłosili udział Mazaud i Mandirola. Wskutek problemów z silnikami podczas Grand Prix Francji Mercedes próbował im zażegnać.
W odbywających się przy słonecznej pogodzie kwalifikacjach pole position z dużą przewagą zdobył Hermann Lang. Z pierwszego rzędu startowały trzy Mercedesy. Heinz Brendel w swoim debiucie wywalczył piąte pole startowe, pokonując Tazio Nuvolariego. W trakcie ostatniej sesji samochód Nuvolariego zaczął się palić, a Georg Meier wypadł z toru.

## Wyścig

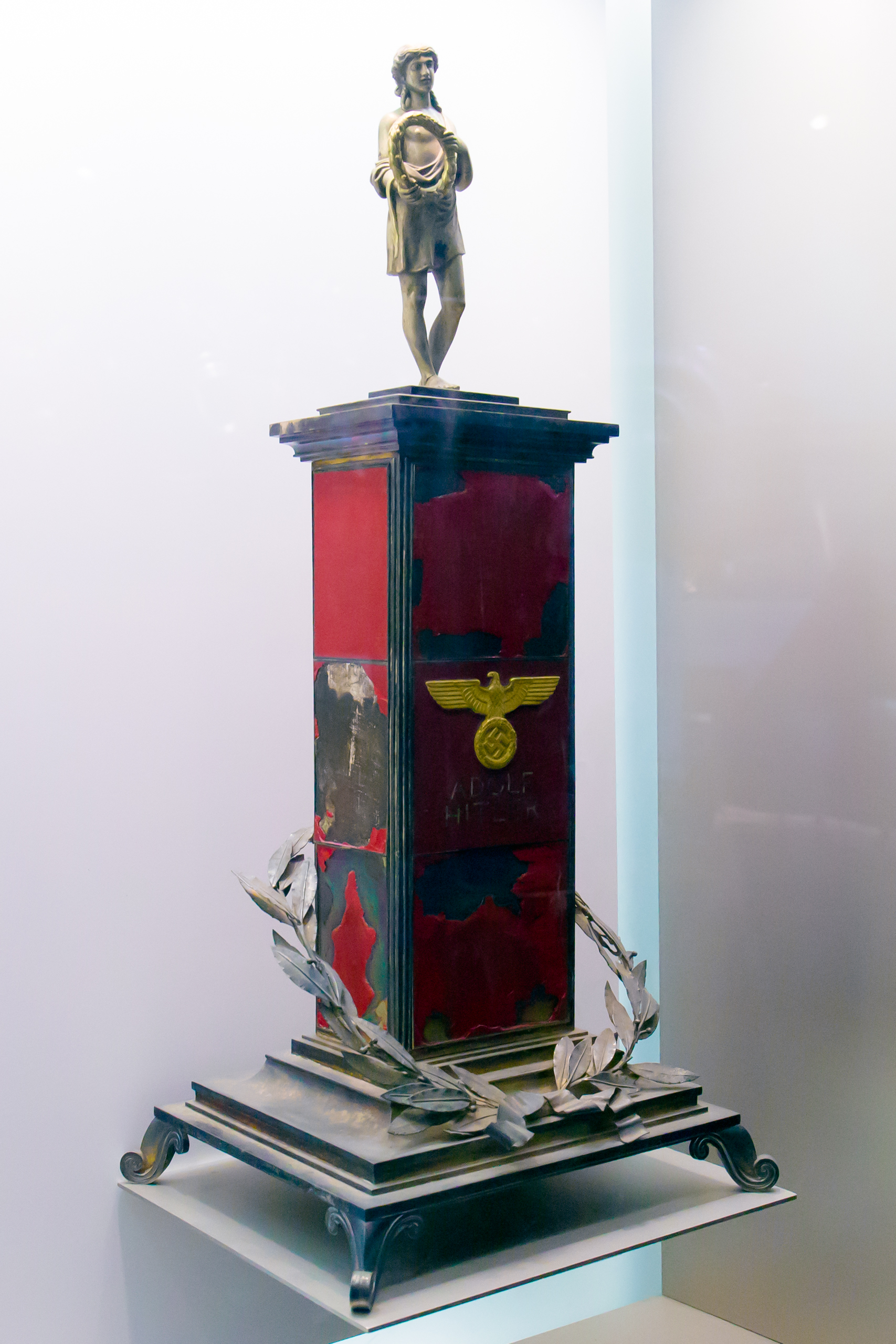
Trofeum, które Rudolf Caracciola otrzymał za zwycięstwo w wyścigu

Wyścig oglądało około 250 000–300 000 widzów. W przeciwieństwie do kwalifikacji w trakcie wyścigu pojawiła się mgła, a w niektórych miejscach toru padał deszcz.
Najlepiej wystartował Manfred von Brauchitsch, który na zakręcie Südkehre objął prowadzenie; za nim jechali Stuck, Lang i Caracciola. Jednakże szybko prowadzenie odzyskał Lang i po pierwszym okrążeniu prowadził z przewagą 28 sekund, przed von Brauchitschem, Müllerem, Caracciolą, Nuvolarim i Pietschem; w tym czasie Stuck i Sommer już odpadli z wyścigu, a Luigi Villoresi zjechał do boksów po nowe świece zapłonowe. Pietsch natomiast zaczął wyprzedzać rywali.
Po drugim okrążeniu Lang miał 40 sekund przewagi, ale na trzecim okrążeniu jego silnik uległ awarii i niemiecki kierowca zjechał do boksów, wycofując się. Do boksów po nowe świece zapłonowe zjechał także von Brauchitsch i prowadzenie objął Pietsch na Maserati. Wkrótce później jechał w jego samochodzie doszło do uszkodzenia hamulców i Pietsch zjechał na naprawę do boksów, oddając prowadzenie Nuvolariemu.
Alfred Neubauer nakazał Brendelowi zjechanie do boksów w celu przekazania samochodu Langowi, ale Brendel odmówił, i wykręcił jak dotychczas najlepszy czas okrążenia, wynoszący 10:28. Przed zakrętem Adenauer Brügge Pietsch wpadł w poślizg, a próbujący go ominąć Brendel wypadł z toru i zakończył rywalizację. W tym czasie zaczęło padać na całym torze i świece zapłonowe zaczęły powodować problemy u takich kierowców jak Meier i Pietsch. W wyścigu prowadził Nuvolari przed Müllerem i Caracciolą, który był jedynym kierowcą Mercedesa na torze (von Brauchitsch także się wycofał). Caracciola wkrótce potem awansował na drugie miejsce, pięć sekund za Nuvolarim. W tym czasie Villoresi wycofał się z powodu pękniętego zbiornika paliwa.
Po pięciu okrążeniach Nuvolari zjechał na minutowy pit stop w celu sprawdzenia silnika, dzięki czemu prowadzenie objął Caracciola. Na kolejnym okrążeniu Nuvolari zjechał do boksów ponownie w celu zatankowania i zmiany opon. W tym momencie kolejność wyścigu była następująca: Caracciola, Hasse, Müller, Nuvolari, Pietsch, Dreyfus, Meier, Joa, „Raph”, Mazaud and Mandirola. Na dziewiątym okrążeniu Caracciola zjechał na trwający minutę i 23 sekundy pit stop, podczas którego zatankowano jego samochód, wymieniono opony i świece zapłonowe. Po powrocie na tor spadł na trzecie miejsce. Pit stopy w wykonaniu Auto Uniona były szybsze (Hasse – 37 sekund, Müller – 44 sekundy) i Hasse prowadził z przewagą piętnastu sekund nad Müllerem. Za Caracciolą podążali Nuvolari, Pietsch, Meier i Dreyfus.
Deszcz zaczął się nasilać i Caracciola wkrótce później wyprzedził Müllera w walce o drugie miejsce. W samochodzie Meiera na zakręcie Fuchsröhre złamała się przednia zwrotnica i przednie koła zaczęły skręcać w różnych kierunkach, ale kierowca zdołał zatrzymać samochód bez uszkodzeń. Caracciola natomiast objął prowadzenie, a kiedy Hasse próbował kontratakować, wypadł z toru i zakończył wyścig. Na drugie miejsce awansował Müller ze stratą pół minuty do lidera, a trzeci, po problemach z silnikiem, był Nuvolari. Na 16 okrążeniu Nuvolari po raz drugi zjechał, aby uzupełnić paliwo. Pietsch natomiast dwukrotnie wpadał w poślizg i w sumie czterokrotnie zjeżdżał do boksów, ale mimo to jechał na czwartym miejscu.
Na 18 okrążeniu Caracciola zjechał na 18-sekundowy postój w celu uzupełnienia paliwa, ale po powrocie na tor nie stracił prowadzenia. Silnik w samochodzie Nuvolariego eksplodował i Włoch nie ukończył wyścigu. Müller także zjechał na krótki pit stop. Pod koniec wyścigu Caracciola ustanowił najszybsze okrążenie i wygrał Grand Prix Niemiec po raz szósty. Za Niemcem wyścig ukończyli Müller, Pietsch, Dreyfus, „Raph” i Mazaud.
Po wyścigu Uhlenhaut testował samochód Langa w celu znalezienia awarii, ale nie potrafił jej zlokalizować. W związku z tym Lang zażądał demontażu silnika na miejscu; okazało się, że przyczyną odpadnięcia z wyścigu był uszkodzony tłok.

## Lista startowa
Na niebiesko zaznaczony kierowca rezerwowy.
| Nr | Kierowca                | Zespół                       | Samochód            | Silnik            |   |
| -- | ----------------------- | ---------------------------- | ------------------- | ----------------- | - |
| 2  | Tazio Nuvolari          | Auto Union AG                | Auto Union D        | Auto Union V12    | ? |
| 4  | Hans Stuck              | Auto Union AG                | Auto Union D        | Auto Union V12    | ? |
| 6  | Hermann Paul Müller     | Auto Union AG                | Auto Union D        | Auto Union V12    | ? |
| 8  | Rudolf Hasse            | Auto Union AG                | Auto Union D        | Auto Union V12    | ? |
| 10 | Georg Meier             | Auto Union AG                | Auto Union D        | Auto Union V12    | ? |
| 12 | Rudolf Caracciola       | Daimler-Benz AG              | Mercedes-Benz W154  | Mercedes-Benz V12 | ? |
| 14 | Manfred von Brauchitsch | Daimler-Benz AG              | Mercedes-Benz W154  | Mercedes-Benz V12 | ? |
| 16 | Hermann Lang            | Daimler-Benz AG              | Mercedes-Benz W154  | Mercedes-Benz V12 | ? |
| 20 | Hans Hugo Hartmann      | Daimler-Benz AG              | Mercedes-Benz W154  | Mercedes-Benz V12 | ? |
| 20 | Heinz Brendel           | Daimler-Benz AG              | Mercedes-Benz W154  | Mercedes-Benz V12 | ? |
| 22 | Raymond Sommer          | R. Sommer                    | Alfa Romeo Tipo 308 | Alfa Romeo R8     | ? |
| 24 | René Dreyfus            | Ecurie Lucy O'Reilly Schell  | Delahaye T145       | Delahaye V12      | ? |
| 26 | „Raph”                  | Ecurie Lucy O'Reilly Schell  | Delahaye T145       | Delahaye V12      | ? |
| 28 | Robert Mazaud           | R. Mazaud                    | Delahaye T135CS     | Delahaye R6       | ? |
| 30 | Luigi Villoresi         | Officine A. Maserati         | Maserati 8CTF       | Maserati R8       | ? |
| 32 | Paul Pietsch            | Officine A. Maserati         | Maserati 8CTF       | Maserati R8       | ? |
| 34 | Armand Hug              | A. Hug                       | Maserati 4CM        | Maserati R4       | ? |
| 36 | Adolfo Mandirola        | A. Mandirola                 | Maserati 8CM        | Maserati R8       | ? |
| 38 | Hans Dipper             | Süddeutsche Renngemeinschaft | Maserati 6CM        | Maserati R6       | ? |
| 40 | Leonhard Joa            | Süddeutsche Renngemeinschaft | Maserati 4CM        | Maserati R4       | ? |
| Nr | Kierowca                | Zespół                       | Samochód            | Silnik            |   |

## Kwalifikacje
| P  | Nr | Kierowca                | Konstruktor(-silnik) | Czas    | Odstęp | Strata |
| -- | -- | ----------------------- | -------------------- | ------- | ------ | ------ |
| 1  | 16 | Hermann Lang            | Mercedes-Benz        | 9:43,1  | -      | -      |
| 2  | 14 | Manfred von Brauchitsch | Mercedes-Benz        | 9:51,0  | 0:07,9 | 0:07,9 |
| 3  | 12 | Rudolf Caracciola       | Mercedes-Benz        | 9:56,0  | 0:05,0 | 0:12,9 |
| 4  | 6  | Hermann Paul Müller     | Auto Union           | 9:59,3  | 0:03,3 | 0:16,2 |
| 5  | 20 | Heinz Brendel           | Mercedes-Benz        | 10:09,4 | 0:10,1 | 0:26,3 |
| 6  | 2  | Tazio Nuvolari          | Auto Union           | 10:11,2 | 0:01,8 | 0:28,1 |
| 7  | 4  | Hans Stuck              | Auto Union           | 10:13,4 | 0:02,2 | 0:30,3 |
| 8  | 32 | Paul Pietsch            | Maserati             | 10:14,0 | 0:00,6 | 0:30,9 |
| 9  | 10 | Georg Meier             | Auto Union           | 10:19,0 | 0:05,0 | 0:35,9 |
| 10 | 8  | Rudolf Hasse            | Auto Union           | 10:22,3 | 0:03,3 | 0:39,2 |
| 11 | 30 | Luigi Villoresi         | Maserati             | 10:26,0 | 0:03,7 | 0:42,9 |
| 12 | 24 | René Dreyfus            | Delahaye             | 11:28,0 | 1:02,0 | 1:44,9 |
| 13 | 22 | Raymond Sommer          | Alfa Romeo           | 12:03,3 | 0:35,3 | 2:20,2 |
| 14 | 40 | Leonhard Joa            | Maserati             | 12:15,2 | 0:11,9 | 2:32,1 |
| 15 | 26 | „Raph”                  | Delahaye             | 12:16,2 | 0:01,0 | 2:33,1 |
| 16 | 28 | Robert Mazaud           | Delahaye             | 12:53,0 | 0:36,8 | 3:09,9 |
| 17 | 36 | Adolfo Mandirola        | Maserati             | 13:12,2 | 0:19,2 | 3:29,1 |
| P  | Nr | Kierowca                | Konstruktor(-silnik) | Czas    | Odstęp | Strata |

## Wyścig
| 1                                                     |    | 12       | Rudolf Caracciola       | Mercedes-Benz | 22            | 4h08:41,4 |                         |
| 2                                                     |    | 6        | Hermann Paul Müller     | Auto Union    | 22            | +0:57,9   |                         |
| 3                                                     |    | 32       | Paul Pietsch            | Maserati      | 21            | +1 okr.   |                         |
| 4                                                     |    | 24       | René Dreyfus            | Delahaye      | 20            | +2 okr.   |                         |
| 5                                                     |    | 26       | „Raph”                  | Delahaye      | 19            | +3 okr.   |                         |
| 6                                                     |    | 28       | Robert Mazaud           | Delahaye      | 19            | +3 okr.   |                         |
| 7                                                     |    | 40       | Leonhard Joa            | Maserati      | 19            | +3 okr.   |                         |
| Niesklasyfikowani                                     |    |          |                         |               |               |           |                         |
|                                                       |    | 2        | Tazio Nuvolari          | Auto Union    | 18            | +4 okr.   | silnik                  |
|                                                       |    | 8        | Rudolf Hasse            | Auto Union    | 11            | +11 okr.  | wypadek                 |
|                                                       |    | 10       | Georg Meier             | Auto Union    | 10            | +12 okr.  | zwrotnica               |
|                                                       |    | 30       | Luigi Villoresi         | Maserati      | 6             | +16 okr.  | poślizg/zbiornik paliwa |
|                                                       |    | 14       | Manfred von Brauchitsch | Mercedes-Benz | 5             | +17 okr.  | zbiornik paliwa         |
|                                                       |    | 20       | Heinz Brendel           | Mercedes-Benz | 3             | +19 okr.  | wypadek                 |
|                                                       |    | 16       | Hermann Lang            | Mercedes-Benz | 2             | +20 okr.  | silnik                  |
|                                                       |    | 22       | Raymond Sommer          | Alfa Romeo    | 0             | +22 okr.  | silnik                  |
|                                                       |    | 4        | Hans Stuck              | Auto Union    | 0             | +22 okr.  | przewód paliwowy        |
| Zdyskwalifikowani                                     |    |          |                         |               |               |           |                         |
|                                                       |    | 36       | Adolfo Mandirola        | Maserati      | 9             | +13 okr.  | procedura tankowania    |
| Nie wystartowali / niedopuszczeni do ponownego startu |    |          |                         |               |               |           |                         |
|                                                       |    | 20       | Hans Hugo Hartmann      | Mercedes-Benz |               |           | kierowca rezerwowy      |
|                                                       |    | 34       | Armand Hug              | Maserati      |               |           | nie przybył – kontuzja  |
|                                                       |    | 38       | Hans Dipper             | Maserati      |               |           | nie przybył             |
| P                                                     | Nr | Kierowca | Konstruktor             | Okr.          | Czas / Strata | Komentarz |                         |